# Ophiomyia pullata
Ophiomyia pullata är en tvåvingeart som beskrevs av Spencer 1977. Ophiomyia pullata ingår i släktet Ophiomyia och familjen minerarflugor. Inga underarter finns listade i Catalogue of Life.